# Архиепархия Корфу, Занте и Кефалинии

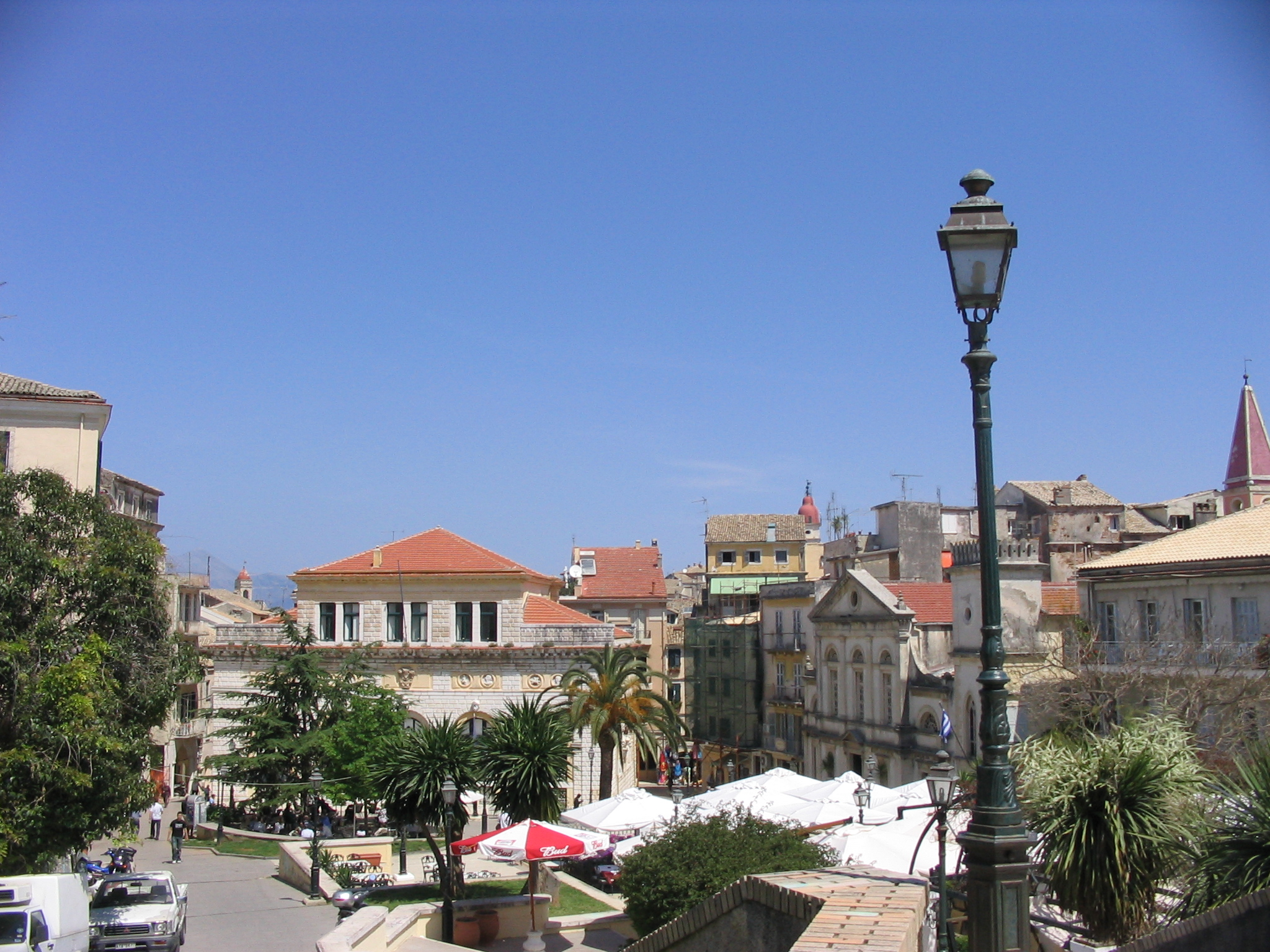
Ратушная площадь Керкиры. За белым шатром на правой стороне находится собор святых Иакова и Кристофора

Архиепархия Корфу, Занте и Кефалинии  (лат. Archidioecesis Corcyrensis, Zacynthiensis et Cephaloniensis) — архиепархия Римско-Католической церкви c центром в городе Керкира, Греция. Кафедральным собором архиепархии Корфу, Занте и Кефалинии является церковь святых Иакова и Кристофора. Архиепархия Архиепархия Корфу, Занте и Кефалинии распространяет свою юрисдикцию на острова Керкира, Закинф, Кефалинию и округ Эпир.

## История
Архиепархия Корфу и епархия Занте и Кефалинии были созданы в XIII веке, когда земли, которые входили в архиепархию, вошли в состав Венецианской республики. Первоначально острова Занте и Кефалония принадлежали архиепархии Коринфа, в которую они вошли в 1222 году. Между 1625 и 1695 гг. Занте и Кефалиния вошли в митрополию Корфу.
3 июля 1919 года Римский папа Бенедикт XV издал бреве Cum ex Apostolico, которым объединил архиепархию Корфу с островами Занте и Кефалинии.
10 марта 1926 года Римский папа Пий XI выпустил бреве Quae rei sacrae, которым присоединил округ Эпир, принадлежавший архиепархии Дурреса, к архиепархии Корфу, Занте и Кефалинии.

## Ординарии архиепархии

### Ординарии архиепархии Корфу
- архиепископ Аноним (упоминается в 1274 году);
- архиепископ Аноним (1277—1278);
- архиепископ Антоний (1283—1284);
- архиепископ Стефан (1289—1296);
- архиепископ Деметрий (1299);
- архиепископ Марко Контарини (1310);
- архиепископ Кристофор (1318);
- архиепископ Джованни (1320 — 27.06.1330) — назначен архиепископом Отранто;
- архиепископ Джованни (27.06.1330 — ?);
- архиепископ Сальвиан (1340);
- архиепископ Гаддо Пизано (1341—1347);
- архиепископ Джованни делла Порта (1348 — 30.05.1348) — назначен архиепископом Бриндизи;
- архиепископ Франческо Атти (30.05.1348 — 17.09.1348) — назначен  епископом Кьюзи;
- архиепископ Николай (10.11.1348 — 1350);
- архиепископ Кастеллино Романопуллус (16.04.1350 — 1376);
- архиепископ Джованни да Амелиа (15.02.1376 — 18.09.1378) — избран кардиналом;
- архиепископ Пьетро Будана (15.01.1379 — 1386);
- архиепископ Николай (14.04.1386 — 1386);
  - архиепископ Пино Орделаффи (18.03.1390 — 1390) — апостольский администратор;
- архиепископ Марко Джустиниани (1.12.1390 — 31.08.1392) — назначен архиепископом Крита;
- архиепископ Альбано Мишель (9.08.1392 — 8.03.1406) — назначен епископом Падуи;
- архиепископ Иларий (8.03.1406 — 1413);
- архиепископ Джорджо де Кадольфино (18.09.1413 — 1428);
- архиепископ Евстахий де Леонардис (29.11.1428 — 1430);
- архиепископ Мартино Бернардини (25.09.1430 — 16.03.1452);
- архиепископ Франческо Гритти (28.03.1452 — 1458);
- архиепископ Пьетро Джустиниани (1458—1458);
  - епископ Исидор Киевский (1458—1459) — апостольский администратор;
- архиепископ Пьетро Фригерио (17.03.1459 — 1481);
- архиепископ Санто Веньер (3.08.1481 — 1514);
- архиепископ Кристофоро Марчелло (28.05.1514 — 1527);
- архиепископ Джакомо Кокко (20.11.1528 — 1565);
- архиепископ Антонио Кокко (1565—1577);
- архиепископ Бернардино Суриано (29.11.1577 0 1583);
- архиепископ Маффео Веньер (11.05.1583 — 1586);
- архиепископ Джованни Бальби (14.01.1587 — 1597);
- архиепископ Винченцо Квирини (29.01.1597 — 1618);
- архиепископ Бенедетто Брагадин (3.12.1618 — 1658);
- архиепископ Карло Лабиа (27.01.1659 — 13.09.1677);
- кардинал Маркантонио Барбариго (06.06.1678 — 07.07.1687);
- архиепископ Анджело Мария Квирини (22.11.1723 — 30.07.1727) — кардинал с 9 декабря 1726 года;
- Патриарх Венеции Франческо Мария Фенци (20.09.1779 — 23.09.1816);
- Патриарх Даулус Августус Фосколо (08.03.1816 — 15.03.1830);
- епископ Фрэнсис Джозеф Никольсон (май 1852 — 30.04.1855);
- епископ Еванджелиста Бони (11.01.1885 — ?);
- архиепископ Антонио Деленда (24.03.1898 — 20.08.1900);
- архиепископ Теодоро Антонио Полито (? — 23.09.1911);
- архиепископ Доменико Дарманин (04.03.1912 — 17.03.1919).

### Ординарии Занте и Кефалинии
- архиепископ Леонард Бриндизи (03.07.1919 — 08.09.1940);
- священник Джованни Дала Векья (1941—1944) — апостольский администратор;
- архиепископ Антонио Грегорио Вуччино (29.05.1947 — 06.07.1952);
- архиепископ Антониос Варталитис (30.05.1962 — 22.03.2003);
- архиепископ Яннис Спитерис (22.03.2003 — 14.09.2020);
- архиепископ Георгиос Алтувас (14.09.2020 — по настоящее время).

## Источник
- Annuario Pontificio, Libreria Editrice Vaticana, Città del Vaticano, 2003, ISBN 88-209-7422-3
- Бреве Cum ex Apostolico Архивная копия от 28 апреля 2011 на Wayback Machine, AAS 11 (1919), стр. 262  (лат.)